# Canberra (Schiff, 1981)
Die HMAS Canberra (FFG 02) war eine Fregatte der Royal Australian Navy. Sie gehörte der Adelaide-Klasse an, einer Modifikation der US-amerikanischen Oliver-Hazard-Perry-Klasse.

## Geschichte

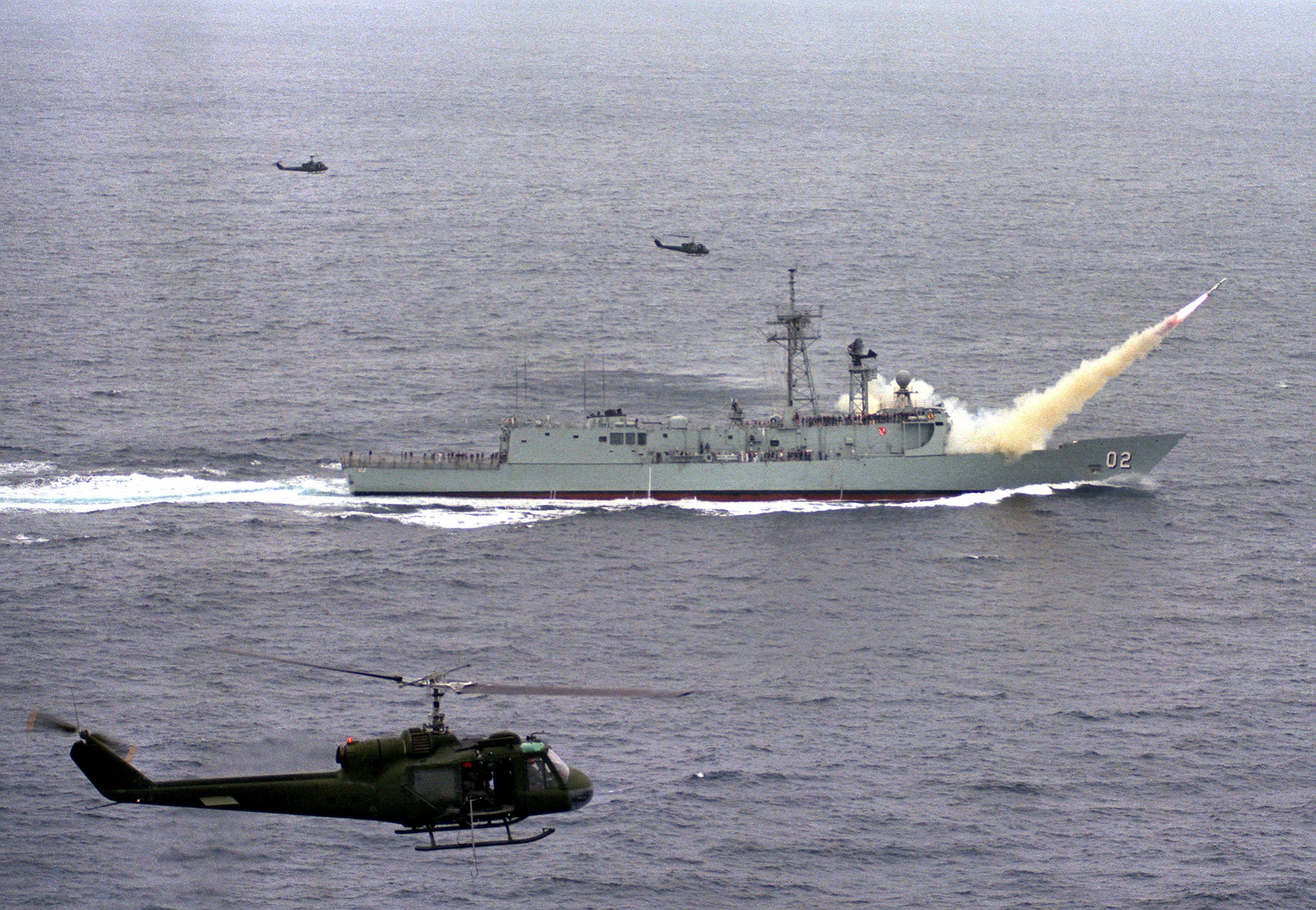
Die Canberra bei Raketentests

Die Canberra wurde am 1. März 1978 bei Todd Pacific Shipyards in Seattle, Washington, auf Kiel gelegt. Der Stapellauf fand Ende desselben Jahres statt. Die offizielle Indienststellung des Schiffes wurde am 21. März 1981 vollzogen. Im Anschluss führte die Fregatte Schießübungen in den Gewässern um das „Pacific Missile Test Center“ durch. Das Schiff ist nach der australischen Hauptstadt Canberra benannt.
1988 nahm die Canberra an der Übung „RIMPAC 88“ („Rim of the Pacific Exercise 88“, deutsch etwa „Übungen in den Randgebieten des Pazifiks“) in den Gewässern um Hawaii teil. 1992 fand dieselbe Übung, wieder unter Beteiligung der Fregatte, vor San Diego statt.
Ende 2005 wurde die Canberra schließlich außer Dienst gestellt. Kurz vor Ende ihrer Dienstzeit führte das Schiff noch eine Übung mit seinem US-amerikanischen Schwesterschiff Vandegrift durch. Am 4. Oktober 2009 wurde die Fregatte als Tauchziel versenkt.